# Frederick Abel
Frederick Abel, född den 17 juli 1827 i London, död där den 6 september 1902, var en engelsk kemist, en av den moderna sprängämnesteknikens grundläggare.

## Biografi
Abel blev 1851 professor vid krigsakademien i Woolwich och 1854 det engelska krigsdepartementets sprängämneskemist, vilken befattning han bibehöll till 1888. Han utnämndes till baronet 1893. 
Abel uppfann på 1860-talet den ännu använda fabrikations- och reningsmetoden för bomullskrutet, varigenom detsamma ernådde sådan hållbarhet, att det blev användbart såsom sprängämne för krigsbruk. Han utförde vidare tillsammans med sir Andrew Noble 1874–1880 ytterst noggranna och vittomfattande undersökningar om förloppet vid svartkrutets förbränning i eldvapen och de därvid bildade produkterna, varigenom en säker grundval lades för artilleriberäkningarna. Tillsammans med James Dewar hade Abel uttagit patent på det av engelska staten använda röksvaga krutet kordit.
Abel uppfann även en apparat för prövning av petroleum (Abels apparat) för bestämning av flampunkten. Bland annat sina egna resultat dokumenterade han i Handbook of chemistry (1854), Modern history of gunpowder (1866), Researches on explosives (1875) med flera verk.